# Háaþóra
Háa-þóra är ett berg i republiken Island. Det ligger i regionen Norðurland eystra, 280 km nordost om huvudstaden Reykjavík. Toppen på Háa-þóra är 738 meter över havet.
Trakten runt Háa-þóra är nära nog obefolkad, med mindre än två invånare per kvadratkilometer. Det finns inga samhällen i närheten.